# Urusy
Urusy (ros.  Урусы) – wieś (ros. деревня, trb. dieriewnia) w zachodniej Rosji, w sielsowiecie markowskim rejonu głuszkowskiego w obwodzie kurskim.

## Geografia
Miejscowość położona jest w pobliżu rzeki Sejm, 2,5 km od centrum administracyjnego sielsowietu markowskiego (Dronowka), 22,5 km od centrum administracyjnego rejonu (Głuszkowo), 133 km od Kurska.

## Demografia
W 2010 r. miejscowość zamieszkiwało 114 osób.